# Vadsjön, Södermanland
Vadsjön är en sjö i Nyköpings kommun. Vadsjön är en tidigare våtmark som genom restaurering under 1980-talet återfått sin gamla stil efter decennier som utdikad mark. På västra sidan finns ett fågeltorn.